# Comuna Zolotuhî, Orjîțea
Zolotuhî (în ucraineană Золотухи) este o comună în raionul Orjîțea, regiunea Poltava, Ucraina, formată din satele Tarasenkove și Zolotuhî (reședința).

## Demografie
Componența lingvistică a comunei Zolotuhî
     Ucraineană (96,96%)
     Rusă (2,69%)
     Alte limbi (0,09%)
Conform recensământului din 2001, majoritatea populației comunei Zolotuhî era vorbitoare de ucraineană (96,96%), existând în minoritate și vorbitori de rusă (2,69%).